# Альфред Честер Бітті
Альфред Честер Бітті (англ. Sir Alfred Chester Beatty, 7 лютого 1875 — 19 січня 1968) — американський гірничий інженер, колекціонер і папіролог.

## Біографія
Народився в Нью-Йорку.
Закінчив Колумбійський університет з дипломом гірничого інженера: Колумбійську школу інженерії та прикладних наук. 
Його перша робота в шахтах приносила йому 2 долари на день. Там він розчищав каміння і ґрунт із шахтних тунелів. Його швидко підвищили до керівника срібної копальні Кектонга. Його першим наставником був Т. А. Рікард, один із найшанованіших гірничих інженерів на американському Заході. Рікард також познайомив Бітті зі своєю невіскою, Грейс «Нінетт» Рікард, на якій Бітті одружився в Денвері в 1900 році. 
У 1903 році він приєднався до Джона Хейса Хаммонда в управлінській команді компанії Guggenheim Exploration Company. Ця посада незабаром зробила Бітті дуже багатою молодою людиною, і в 1908 році, коли він залишив Гуггенхайм, його вважали одним з провідних гірничих інженерів країни. Бітті купив будинок у фешенебельному Іст-Сайді Нью-Йорка і заснував офіс на Бродвеї як незалежний консультант з видобутку корисних копалин. Нінет та їхня дочка (маленька Нінетт) приєдналися до нього влітку 1907 року, а в жовтні народився їхній син Честер-молодший.
У 1911 році Грейс раптово померла від черевного тифу, і це, безсумнівно, вплинуло на його наступне важливе рішення. 
У 1912 році він купив будинок Бароди в Кенсінгтонському палаці Гарденс і переїхав зі своїми двома маленькими дітьми до Лондона наступного року. Незабаром після переїзду він одружився зі своєю другою дружиною, Едіт Данн, у реєстратурі Кенсінгтона. Обидва завзяті колекціонери проводять наступні кілька десятиліть, подорожуючи світом і набуваючи шедеври для своїх унікальних колекцій.
У Кріппл Грік (Колорадо) розбудував фірму з видобутку міді, з часом одержав прізвисько «Мідний король» (англ. King of Copper). Усе своє життя займався колекціонуванням давніх рукописів, творів мистецтва, стародруків тощо. 1950 року перевів усю свою колекцію в Дублін (Ірландія). 1957 року став почесним громадянином Ірландії.
Помер у Дубліні. Похований на Гласневінському цвинтарі. Похорон пройшов на державному рівні.

### Переїзд до Дубліна
Бітті підтримував військових, передаючи велику кількість сировини союзникам. Він отримав із запізненням лицарське звання королеви Єлизавети II у Почесному списку 1954 року за внесок у військові зусилля.
Однак до кінця 1940-х років він розчарувався у Британії. Політичні відхилення від його цінностей вільного ринку в поєднанні з посиленням валютних обмежень вплинули як на його особисті інтереси, так і на колекційні інтереси у Британії. Хоча спочатку він передбачав поглибити свої стосунки з Британським музеєм, передавши свою колекцію повністю (він особисто фінансував багато музейних придбань і отримував експертні консультації від кураторів), він змінив свою думку, коли новий директор наполягав на прийнятті рішення. для себе, якщо колекція Бітті відповідала стандартам якості музею. Режисер також не хотів би запевняти Бітті, що його колекція залишиться недоторканою, скоріше він розділив би частини на різні відділи.
У 1950 році, у 75-річному віці, Честер Бітті передав кермо Selection Trust своєму синові Честеру-молодшому і переїхав до Дубліна, застав багатьох зненацька. Причиною, яку часто називають, є наростальне розчарування Бітті післявоєнною Британією, не в останню чергу поразка Консервативної партії на загальних виборах 1945 року. Присвятивши себе військовим зусиллям союзників під час Другої світової війни й працюючи в ряді комітетів Черчилля, він був шокований перемогою Лейбористської партії. Він сказав на зборах акціонерів, що Лондон більше не є центром гірничодобувного світу і що «позиція погіршиться, оскільки високі податки, несправедливі збори та жорсткий контроль зупинять запуск нових проєктів з видобутку». Проте були й інші, особисті міркування, і його старий дух пригод, безсумнівно, зіграв свою роль. Його син купив будинок в графстві Кілдер у 1948 році, що, ймовірно, спонукало Бітті прихильно дивитися на Ірландію як на дім, особливо враховуючи його ірландське коріння: обидва його дідусь і бабуся по батьковій лінії народилися в Ірландії. Бітті також серйозно обдумував довгострокові плани щодо своєї колекції. Стурбований тим, що він буде розігнаний, якщо він залишить його у великій установі, він знайшов інше рішення. Його спеціально побудована бібліотека на Шрусбері-роуд у передмісті Дубліна відкрилася в 1953 році, спочатку для дослідників, а потім для громадськості.
Він купив для себе великий таунхаус на Ейлсбері-роуд в районі Болсбрідж у Дубліні та ділянку на сусідній Шрусбері-роуд, також у Болсбриджі, для будівництва бібліотеки Честера Бітті, де розміщувалася колекція, бібліотека відкрилася 8 серпня 1953 року. Бібліотека була перенесена до свого теперішнього місця в Дублінський замок у 2000 році.
Залишок свого життя Бітті провів між Дубліном і півднем Франції. У 1954 році він отримав звання фримена Дубліна і був першою особою, яка отримала почесне громадянство Ірландії в 1957 році. Він продовжував колекціонувати в 1950-х і 1960-х роках, придбавши важливі ефіопські рукописи та японські друковані матеріали в цей період.
Бітті помер в Монте-Карло в Монако в 1968 році; його ірландський маєток було оцінено в 7 мільйонів фунтів стерлінгів. Ірландський уряд організував його державний похорон — це перший приватний громадянин в історії Ірландії, який отримав таку честь. Похований на кладовищі Гласневін в Дубліні.
Бібліотека Честера Бітті на Шрусбері-роуд і колекція, яка в ній зберігалася, були передані в довіру від імені народу Ірландії. У 2000 році він був відкритий у своєму нинішньому місці: будівля Годинникової вежі вісімнадцятого століття на території Дублінського замку.

## Вшанування
- Ім'ям Честера Бітті названо бібліотеку, в якій зберігається його колекція, відкрита для публіки.
- Його ім'ям названа також група папірусів з цієї колекції, що мають велике значення для розуміння історії Єгипту та загалом Близького Сходу. Багато документів колекції важливі для вивчення Старого і Нового Заповіту.